# Kathedrale basiliek van Stanislaus Kostka
De Kathedrale Basiliek van Stanislaus Kostka (Pools: Bazylika archikatedralna p. w. św. Stanisława Kostki) gelegen aan de Ulica Piotrkowska is het grootste religieuze gebouw in Łódź. Met ruim 104 meter is het ook een van de hoogste gebouwen van de stad en de zevende grootste kerk in Polen. De kathedraal is een driebeukige basiliek en heeft de omtrek van een latijns kruis.

## Geschiedenis

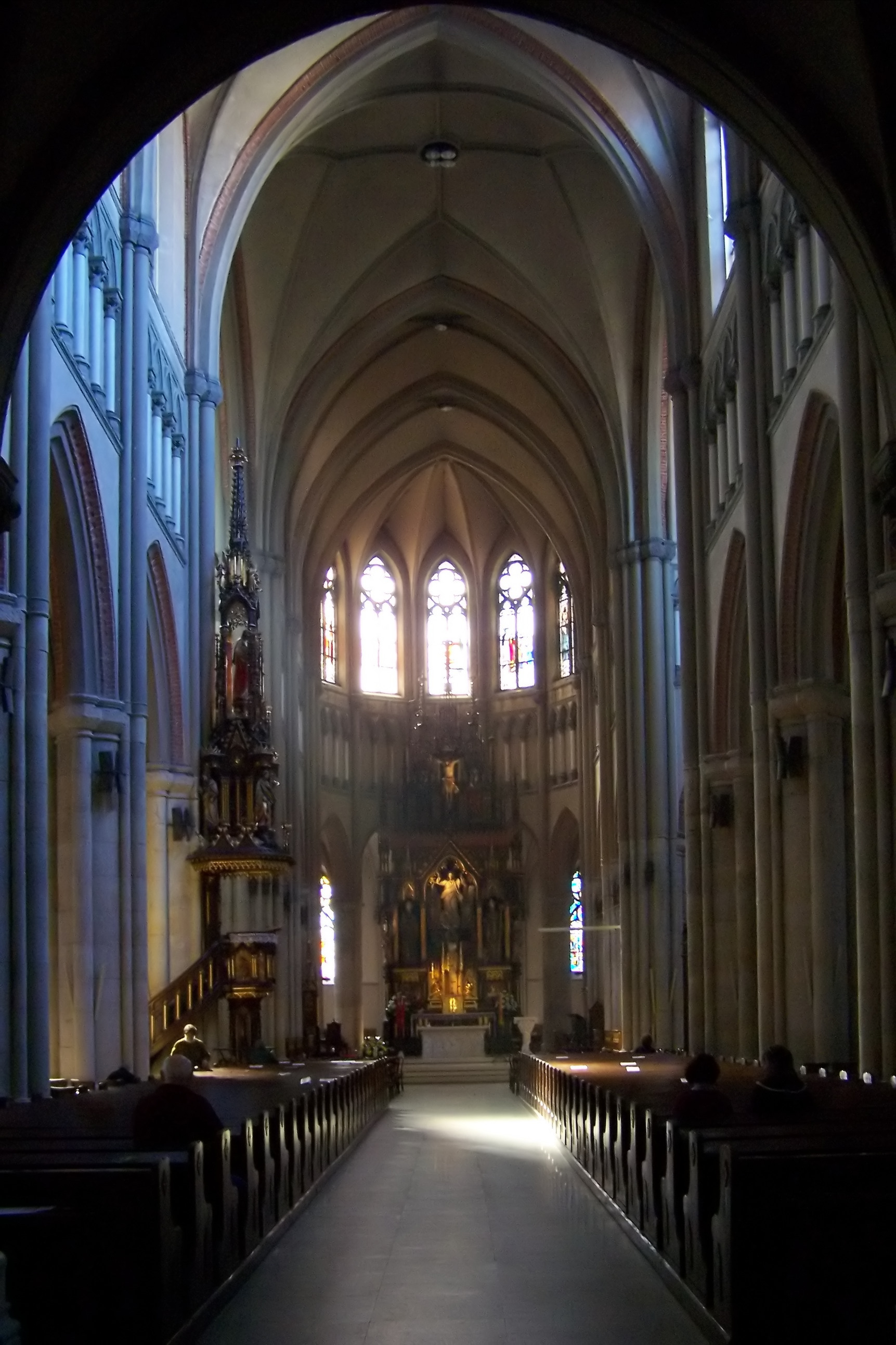
Het streng-gotische interieur van de kathedraal

Voor de bouw van de kerk werd in 1895 een bouwcommissie opgericht, waarin veel fabrikanten uit Łódź zitting namen.
De aartsbisschop van Warschau, monseigneur Wincenty Teofil Popiel, wijdde op 16 juni 1901 de eerste steen van het gebouw.
Het kerkgebouw werd in de jaren 1901-1912 opgetrokken van lichtgele baksteen uit Neder-Silezië (de zogenaamde ROHBAU-stijl) volgens de plannen van het Duitse bedrijf Wende in Zarske en Emil Zillmann uit Berlijn, met kleine correcties door de architecten Józef Dziekoński uit Warschau, Sławomir Odrzywolski uit Krakau en Siegfried Stern uit Wenen.
Na het einde van de Eerste Wereldoorlog werd het bisdom Łódź gecreëerd en de kerk gepromoveerd tot kathedraal. Op 15 oktober 1922 jaar werd de kathedraal ingewijd door bisschop Wincenty Tymieniecki. De toren werd voltooid in 1927 naar ontwerp van Józef Kaban Korski.
Tijdens de Duitse bezetting werd de kathedraal gesloten, geplunderd en omgevormd tot een militaire opslagplaats. Vernietigd werden de gebrandschilderde ramen, de klok en het monument voor Ignacy Skorupka, een Poolse priester die een grote bijdrage leverde aan de Poolse overwinning op de bolsjewisten tijdens de Slag om Warschau in 1920. Het monument voor Ignacy Skorupka werd na de politieke omwentelingen in 1989 weer hersteld.
Een brand in 1971 beschadigde de kathedraal, maar na de brand volgde het onmiddellijke herstel, waardoor de kerk al in 1972 kon worden heropend. In 1977 werd het door de brand beschadigde orgel vervangen door een orgel met 58 registers.
De kathedraal werd op 13 april 1987 bezocht door paus Johannes Paulus II tijdens zijn vierde bedevaart naar Polen. In 1989 verhief de paus de kerk tot basilica minor.